# 艾格勒城堡

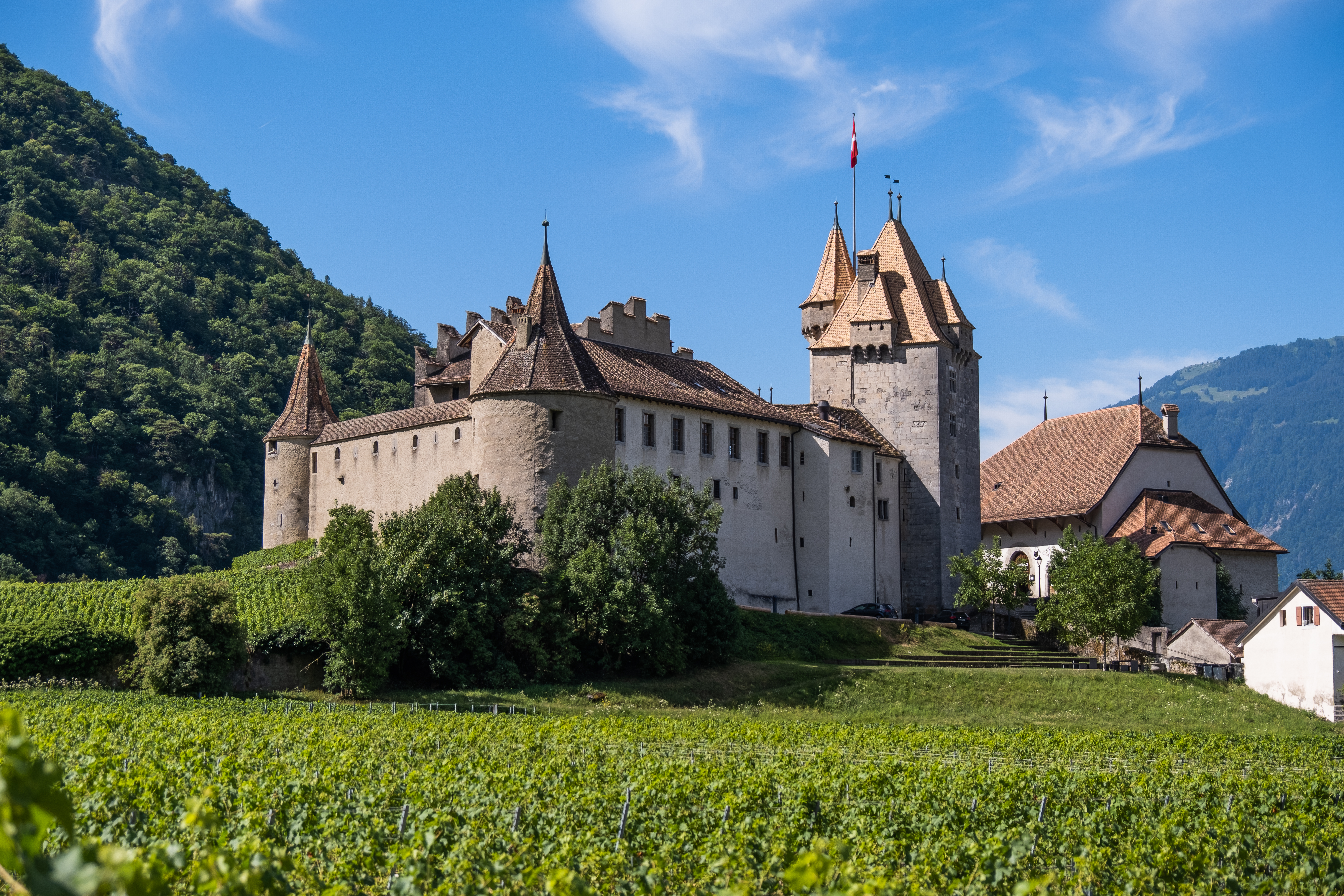
艾格勒城堡

艾格勒城堡（法語：Château d'Aigle）是位于瑞士沃州埃格勒的一座城堡，现为葡萄酒博物馆。

## 历史
艾格勒城堡可能始建于12世纪，并在此后数百年中多次扩建，数易其主。1804年，城堡成为艾格勒的公共财产，并作为州立监狱使用至1976年。此后，城堡被改建为博物馆，向游人开放。